# Іван Обрадович
Іван Обрадович (серб. Ivan Obradović, нар. 25 липня 1988, Белград) — сербський футболіст, захисник белградського «Партизана» і національної збірної Сербії.

## Клубна кар'єра
Народився 25 липня 1988 року в місті Белград. Вихованець футбольної школи клубу «Партизан».
У дорослому футболі дебютував 2006 року виступами за команду клубу «Телеоптик», в якій провів один сезон, взявши участь у 20 матчах чемпіонату.
Протягом 2007—2009 років захищав кольори команди клубу «Партизан».
Своєю грою за останню команду привернув увагу представників тренерського штабу клубу «Реал Сарагоса», до складу якого приєднався 2009 року. Відіграв за клуб з Сарагоси наступні п'ять сезонів своєї ігрової кар'єри.
До складу бельгійського «Мехелена» приєднався 2013 року. Протягом двох сезонів відіграв за команду з Мехелена 42 матчі в національному чемпіонаті. Влітку 2015 року перейшов до лав «Андерлехта».

## Виступи за збірні
Протягом 2007–2008 років  залучався до складу молодіжної збірної Сербії. На молодіжному рівні зіграв у 4 офіційних матчах.
2008 року дебютував в офіційних матчах у складі національної збірної Сербії. Наразі провів у формі головної команди країни 27 матчів, забивши 1 гол.
У складі збірної був учасником чемпіонату світу 2010 року у ПАР.
| Дата       | Місто      | Господарі         | Результат | Гості             | Турнір             | Голи | Примітки |
| ---------- | ---------- | ----------------- | --------- | ----------------- | ------------------ | ---- | -------- |
| 6-9-2008   | Белград    | Сербія            | 2 – 0     | Фарерські острови | Відбір до ЧС 2010  | -    |          |
| 11-10-2008 | Белград    | Сербія            | 3 – 0     | Литва             | Відбір до ЧС 2010  | -    |          |
| 15-10-2008 | Відень     | Австрія           | 1 – 3     | Сербія            | Відбір до ЧС 2010  | 1    | 36'      |
| 14-12-2008 | Аксу       | Сербія            | 0 – 1     | Польща            | товариський матч   | -    | 34'      |
| 10-2-2009  | Нікосія    | Кіпр              | 0 – 2     | Сербія            | товариський матч   | -    |          |
| 28-3-2009  | Сібіу      | Румунія           | 2 – 3     | Сербія            | Відбір до ЧС 2010  | -    |          |
| 1-4-2009   | Белград    | Сербія            | 2 – 0     | Швеція            | товариський матч   | -    | 66'      |
| 12-8-2009  | Преторія   | ПАР               | 1 – 3     | Сербія            | товариський матч   | -    | 88'      |
| 9-9-2009   | Белград    | Сербія            | 1 – 1     | Франція           | Відбір до ЧС 2010  | -    |          |
| 14-10-2009 | Маріямполе | Литва             | 2 – 1     | Сербія            | Відбір до ЧС 2010  | -    | 30' 60'  |
| 29-5-2010  | Клагенфурт | Нова Зеландія     | 1 – 0     | Сербія            | товариський матч   | -    | 20'      |
| 5-6-2010   | Белград    | Сербія            | 4 – 3     | Камерун           | товариський матч   | -    | 46'      |
| 23-6-2010  | Мбомбела   | Австралія         | 2 – 1     | Сербія            | ЧС 2010 - 1-й етап | -    |          |
| 11-8-2010  | Белград    | Сербія            | 0 – 1     | Греція            | товариський матч   | -    | 46'      |
| 3-9-2010   | Торсгавн   | Фарерські острови | 0 – 3     | Сербія            | Відбір до ЧЄ 2012  | -    | 32' 46'  |
| 9-2-2011   | Тель-Авів  | Ізраїль           | 0 – 2     | Сербія            | товариський матч   | -    | 77'      |
| 3-6-2011   | Сеул       | Південна Корея    | 2 – 1     | Сербія            | товариський матч   | -    | 46'      |
| 7-6-2011   | Доклендс   | Австралія         | 0 – 0     | Сербія            | товариський матч   | -    |          |
| 29-2-2012  | Ларнака    | Кіпр              | 0 – 0     | Сербія            | товариський матч   | -    | 90+1'    |
| 5-6-2012   | Стокгольм  | Швеція            | 2 – 1     | Сербія            | товариський матч   | -    | 77'      |
| 7-9-2015   | Бордо      | Франція           | 2 – 1     | Сербія            | товариський матч   | -    |          |
| 11-10-2015 | Белград    | Сербія            | 1 – 2     | Португалія        | Відбір до ЧЄ 2016  | -    | 77'      |
| 12-11-2016 | Кардіфф    | Уельс             | 1 – 1     | Сербія            | Відбір до ЧС 2018  | -    |          |
| 24-3-2017  | Тбілісі    | Грузія            | 1 – 3     | Сербія            | Відбір до ЧС 2018  | -    | 46'      |
| 10-11-2017 | Гуанчжоу   | КНР               | 0 – 2     | Сербія            | товариський матч   | -    |          |
| 14-11-2017 | Ульсан     | Південна Корея    | 1 – 1     | Сербія            | товариський матч   | -    |          |
| 23-3-2018  | Турин      | Марокко           | 2 – 1     | Сербія            | товариський матч   | -    | 78'      |
| Усього     |            | Матчів            | 27        |                   | Голів              | 1    |          |

## Титули і досягнення
- Чемпіон Сербії (2):

«Партизан»: 2007-08, 2008-09
- Володар Кубка Сербії (2):

«Партизан»: 2007-08, 2008-09
- Чемпіон Бельгії (1):

«Андерлехт»: 2016-17
- Володар Суперкубка Бельгії (1):

«Андерлехт»: 2017